# Dipartimento di Sarmiento (San Juan)
Sarmiento è un dipartimento argentino, situato nella parte meridionale della provincia di San Juan, con capoluogo Media Agua.
Esso confina a nord con i dipartimenti di Zonda, Pocito e Rawson; a est con il dipartimento di Veinticinco de Mayo; a sud con la provincia di Mendoza e a ovest con il dipartimento di Calingasta.
Secondo il censimento del 2001, su un territorio di 2.782 km², la popolazione ammontava a 19.092 abitanti.
Dal punto di vista amministrativo, il dipartimento consta di un unico municipio, che copre tutto il territorio dipartimentale, suddiviso in diverse localidades:
- Cañada Honda
- Cienaguita
- Colonia Fiscal
- Divisadero
- Guanacache
- Las Lagunas
- Los Berros
- Pedernal
- Punta del Médano
- Media Agua, sede municipale